# Kasia Kowalska
Kataryzna Kowalska (n. 13 iunie 1973, Sulejówek, Mazovia, Polonia) este o cântăreață și actriță poloneză.

## Carieră
Experiența sa muzicală a început în anii 1980, când a cântat ca vocalistă pentru numeroase trupe poloneze, printre care Human, Fatum și Talking Pictures. Și-a început cariera muzicală odată cu lansarea albumului său de debut, intitulat Gemini, în 1994. LP-ul a devenit triplu disc de platină (aproximativ jumătate de milion de exemplare vândute). Se spune că albumul reprezintă personalitatea ei complexă, numele urmând semnul ei zodiacal. Este unul dintre cele mai remarcabile albume de rock polonez. În același an, a cântat în sprijinul lui Bob Dylan în timpul a două concerte ale acestuia în Polonia.
Un an mai târziu, Kasia a pornit într-un turneu numit „Koncert Inaczej”, care a constat în interpretări live ale melodiilor de pe albumul Gemini în versiuni ușor diferite și recitaluri de jazz în timpul cărora a interpretat standardele sale preferate de jazz de Billy Joel, Barbra Streisand etc.
Concertele au fost înregistrate și realizate pe un album care a avut același titlu ca și turneul - Koncert Inaczej (ceea ce înseamnă un concert altfel). În același an, a participat la Festivalul de la Sopot, unde a obținut marele premiu. Unul dintre membrii juriului a fost Malcolm McLaren.
În 1996, a reprezentat Polonia la Concursul Eurovision 1996 cu piesa Chcę znać swój grzech... și s-a clasat pe locul 15 din 23, primind 31 de puncte (dintre care 7 de la trei țări (Turcia, Grecia și Bosnia și Herțegovina, dar foarte puține de la celelalte țări). 
În 1997 a avut premiera filmului Nocne graffiti („Graffiti de noapte”). Kasia a jucat rolul unei tinere de 18 ani, dependentă de droguri. 
În 2001, a câștigat premiul MTV Europe Music Awards pentru Cel mai bun artist polonez și a fost invitată să cânte pe un album omagial dedicat pilotului de curse Ayrton Senna, care a murit în urma unui accident în 1994, și a compus piesa Bezpowrotnie („Irevocabil”).
Pe 25 octombrie 2019 Kasia a lansat albumul MTV Unplugged, care este o înregistrare a unui concert din seria legendară care a avut loc pe 8 mai 2019 la Teatrul Shakespeare din Gdańsk.

## Discografie
- Gemini (1994)
- Koncert incazej (1995)
- Czekając na... (1996)
- Pełna obaw (1998)
- 5 (2000)
- Antidotum (2002)
- Samotna w wielkim mieście (2004)
- Antepenultimate (2008)
- Ciechowski. Moja krew (2010)
- Przystanek Woodstock 2014 (2015)
- AYA (2018)
- MTV Unplugged (2019)

## Filmografie
- Graffiti de noapte (1997)